# Tour de Poitou-Charentes 2017
La 31.ª edición de la Tour de Poitou-Charentes se celebró entre el 22 y el 25 de agosto de 2017 con inicio en la ciudad de Bressuire y final en la ciudad de Poitiers en la antigua región de Poitou-Charentes (hoy parte de Nueva Aquitania) en Francia. El recorrido consistió de un total de 5 etapas sobre una distancia total de 658 km.
La carrera formó parte del circuito UCI Europe Tour 2018 dentro de la categoría 2.1 y fue ganada por el ciclista danés Mads Pedersen del equipo Trek-Segafredo. El podio lo completaron el ciclista español Jonathan Castroviejo del equipo Movistar y el ciclista luxemburgués Jean-Pierre Drucker del equipo BMC Racing.

## Equipos participantes
Tomaron la partida un total de 18 equipos, de los cuales de los cuales 6 fueron de categoría UCI WorldTeam, 9 fue de categoría Profesional Continental y 3 Continentales, quienes conformaron un pelotón de 141 ciclistas de los cuales terminaron 118. Los equipos participantes fueron:
| WorldTeams (6)- AG2R La Mondiale - FDJ - Movistar Team - Sky - BMC Racing Team - Trek-Segafredo Equipos continentales profesionales (9)- Direct Énergie - Cofidis, Solutions Crédits - Fortuneo-Oscaro - Delko Marseille Provence KTM - Wanty-Groupe Gobert - Sport Vlaanderen-Baloise - Bardiani CSF - Gazprom-RusVelo - Wilier Triestina-Selle Italia Equipos continentales (3)- HP BTP-Auber 93 - Roubaix Lille Métropole - Armée de terre |
| |

## Recorrido
| Etapa     | Fecha     | Recorrido                                         | type                    | Distancia (km) | Ganador        | Líder          |
| --------- | --------- | ------------------------------------------------- | ----------------------- | -------------- | -------------- | -------------- |
| 1.ª etapa | 22 de ago | Bressuire – Saintes                               |                         | 199,5          | Elia Viviani   | Elia Viviani   |
| 2.ª etapa | 23 de ago | Saint-Savinien-sur-Charente – Roumazières-Loubert |                         | 185,7          | Nacer Bouhanni | Nacer Bouhanni |
| 3.ª etapa | 24 de ago | Vouillé – Neuville-de-Poitou                      |                         | 94,7           | Elia Viviani   | Elia Viviani   |
| 4.ª etapa | 24 de ago | Mirebeau – Neuville-de-Poitou                     | contrarreloj individual | 20,6           | Mads Pedersen  | Mads Pedersen  |
| 5.ª etapa | 25 de ago | Roumazières-Loubert – Poitiers                    |                         | 157,8          | Marc Sarreau   | Mads Pedersen  |

## Clasificaciones finales
Las clasificaciones finalizaron de la siguiente forma:

### Clasificación general
| \| Clasificación general \| Clasificación general \| Clasificación general \| Clasificación general \| Clasificación general \| \| Ciclista \| Ciclista \| Equipo \| Tiempo \| \| \| --------------------- \| --------------------- \| --------------------- \| --------------------- \| --------------------- \| \| 1.º \| Mads Pedersen \| Trek-Segafredo \| 15 h 12 min 06 s \| \| \| 2.º \| Jonathan Castroviejo \| Movistar Team \| + 35 s \| \| \| 3.º \| Jean-Pierre Drucker \| BMC Racing Team \| + 42 s \| \| \| 4.º \| Benjamin Thomas \| Armée de terre \| + 48 s \| \| \| 5.º \| Elia Viviani \| Team Sky \| + 59 s \| \| \| 6.º \| Bruno Armirail \| FDJ \| + 59 s \| \| \| 7.º \| Owain Doull \| Team Sky \| + 1 min 07 s \| \| \| 8.º \| Gediminas Bagdonas \| AG2R La Mondiale \| + 1 min 17 s \| \| \| 9.º \| Damien Gaudin \| Armée de terre \| + 1 min 22 s \| \| \| 10.º \| Lilian Calmejane \| Direct Énergie \| + 1 min 32 s \| \| |                      |                  |                  |
| |                      |                  |                  |
| Fuente: ProCyclingStats |                      |                  |                  |
| Clasificación general |                      |                  |                  |
| Ciclista | Ciclista             | Equipo           | Tiempo           |
| 1.º | Mads Pedersen        | Trek-Segafredo   | 15 h 12 min 06 s |
| 2.º | Jonathan Castroviejo | Movistar Team    | + 35 s           |
| 3.º | Jean-Pierre Drucker  | BMC Racing Team  | + 42 s           |
| 4.º | Benjamin Thomas      | Armée de terre   | + 48 s           |
| 5.º | Elia Viviani         | Team Sky         | + 59 s           |
| 6.º | Bruno Armirail       | FDJ              | + 59 s           |
| 7.º | Owain Doull          | Team Sky         | + 1 min 07 s     |
| 8.º | Gediminas Bagdonas   | AG2R La Mondiale | + 1 min 17 s     |
| 9.º | Damien Gaudin        | Armée de terre   | + 1 min 22 s     |
| 10.º | Lilian Calmejane     | Direct Énergie   | + 1 min 32 s     |

### Clasificación por puntos
| Clasificación por puntos | Clasificación por puntos | Clasificación por puntos | Clasificación por puntos | Clasificación por puntos |
| Ciclista                 | Ciclista                 | Equipo                   | Puntos                   |                          |
| ------------------------ | ------------------------ | ------------------------ | ------------------------ | ------------------------ |
| 1.º                      | Elia Viviani             | Team Sky                 | 90 pts                   |                          |
| 2.º                      | Marc Sarreau             | FDJ                      | 39 pts                   |                          |
| 3.º                      | Jean-Pierre Drucker      | BMC Racing Team          | 39 pts                   |                          |
| 4.º                      | Daniel McLay             | Fortuneo-Oscaro          | 26 pts                   |                          |
| 5.º                      | Mads Pedersen            | Trek-Segafredo           | 25 pts                   |                          |
| 6.º                      | Rudy Barbier             | AG2R La Mondiale         | 25 pts                   |                          |
| 7.º                      | Carlos Barbero           | Movistar Team            | 24 pts                   |                          |
| 8.º                      | Jordan Levasseur         | Armée de terre           | 21 pts                   |                          |
| 9.º                      | Andrea Pasqualon         | Wanty-Groupe Gobert      | 19 pts                   |                          |
| 10.º                     | Thomas Boudat            | Direct Énergie           | 18 pts                   |                          |

### Clasificación de la montaña
| Clasificación de la montaña | Clasificación de la montaña | Clasificación de la montaña   | Clasificación de la montaña | Clasificación de la montaña |
| Ciclista                    | Ciclista                    | Equipo                        | Puntos                      |                             |
| --------------------------- | --------------------------- | ----------------------------- | --------------------------- | --------------------------- |
| 1.º                         | Jérémy Leveau               | Roubaix Lille Métropole       | 16 pts                      |                             |
| 2.º                         | Alberto Cecchin             | Wilier Triestina-Selle Italia | 12 pts                      |                             |
| 3.º                         | Joeri Calleeuw              | Roubaix Lille Métropole       | 10 pts                      |                             |
| 4.º                         | Flavien Dassonville         | HP BTP-Auber 93               | 10 pts                      |                             |
| 5.º                         | Jacopo Mosca                | Wilier Triestina-Selle Italia | 8 pts                       |                             |
| 6.º                         | Vincenzo Albanese           | Bardiani CSF                  | 5 pts                       |                             |
| 7.º                         | Brent Bookwalter            | BMC Racing Team               | 4 pts                       |                             |
| 8.º                         | Mads Pedersen               | Trek-Segafredo                | 3 pts                       |                             |
| 9.º                         | Simone Velasco              | Bardiani CSF                  | 3 pts                       |                             |
| 10.º                        | Laurent Pichon              | Fortuneo-Oscaro               | 3 pts                       |                             |

### Clasificación de los sprints (metas volantes)
| Clasificación de las metas volantes | Clasificación de las metas volantes | Clasificación de las metas volantes | Clasificación de las metas volantes | Clasificación de las metas volantes |
| Ciclista                            | Ciclista                            | Equipo                              | Puntos                              |                                     |
| ----------------------------------- | ----------------------------------- | ----------------------------------- | ----------------------------------- | ----------------------------------- |
| 1.º                                 | Mads Pedersen                       | Trek-Segafredo                      | 12 pts                              |                                     |
| 2.º                                 | Ígor Bóyev                          | Gazprom-RusVelo                     | 10 pts                              |                                     |
| 3.º                                 | Brent Bookwalter                    | BMC Racing Team                     | 8 pts                               |                                     |
| 4.º                                 | Flavien Dassonville                 | HP BTP-Auber 93                     | 6 pts                               |                                     |
| 5.º                                 | Simone Velasco                      | Bardiani CSF                        | 5 pts                               |                                     |
| 6.º                                 | Nathan Van Hooydonck                | BMC Racing Team                     | 4 pts                               |                                     |
| 7.º                                 | Laurent Pichon                      | Fortuneo-Oscaro                     | 4 pts                               |                                     |
| 8.º                                 | Alberto Cecchin                     | Wilier Triestina-Selle Italia       | 4 pts                               |                                     |
| 9.º                                 | Jérémy Leveau                       | Roubaix Lille Métropole             | 3 pts                               |                                     |
| 10.º                                | Jacopo Mosca                        | Wilier Triestina-Selle Italia       | 2 pts                               |                                     |

### Clasificación de los jóvenes
| Clasificación del mejor joven | Clasificación del mejor joven | Clasificación del mejor joven | Clasificación del mejor joven | Clasificación del mejor joven |
| Ciclista                      | Ciclista                      | Equipo                        | Tiempo                        |                               |
| ----------------------------- | ----------------------------- | ----------------------------- | ----------------------------- | ----------------------------- |
| 1.º                           | Mads Pedersen                 | Trek-Segafredo                | 15 h 12 min 06 s              |                               |
| 2.º                           | Benjamin Thomas               | Armée de terre                | + 48 s                        |                               |
| 3.º                           | Bruno Armirail                | FDJ                           | + 59 s                        |                               |
| 4.º                           | Owain Doull                   | Team Sky                      | + 1 min 07 s                  |                               |
| 5.º                           | Lilian Calmejane              | Direct Énergie                | + 1 min 32 s                  |                               |
| 6.º                           | Kevin Deltombe                | Sport Vlaanderen-Baloise      | + 2 min 22 s                  |                               |
| 7.º                           | Stepan Kurianov               | Gazprom-RusVelo U23           | + 2 min 33 s                  |                               |
| 8.º                           | Damien Touzé                  | HP BTP-Auber 93               | + 2 min 47 s                  |                               |
| 9.º                           | Marc Sarreau                  | FDJ                           | + 2 min 54 s                  |                               |
| 10.º                          | Rudy Barbier                  | AG2R La Mondiale              | + 3 min 01 s                  |                               |

### Clasificación por equipos
| Clasificación por equipos | Clasificación por equipos  | Clasificación por equipos | Clasificación por equipos |
| Equipo                    | Equipo                     | Tiempo                    |                           |
| ------------------------- | -------------------------- | ------------------------- | ------------------------- |
| 1.º                       | Movistar Team              | 45 h 39 min 54 s          |                           |
| 2.º                       | BMC Racing Team            | + 3 s                     |                           |
| 3.º                       | Armée de terre             | + 36 s                    |                           |
| 4.º                       | FDJ                        | + 57 s                    |                           |
| 5.º                       | Sky                        | + 1 min 06 s              |                           |
| 6.º                       | AG2R La Mondiale           | + 2 min 34 s              |                           |
| 7.º                       | Trek-Segafredo             | + 3 min 10 s              |                           |
| 8.º                       | Fortuneo-Oscaro            | + 4 min 45 s              |                           |
| 9.º                       | Sport Vlaanderen-Baloise   | + 5 min 13 s              |                           |
| 10.º                      | Cofidis, Solutions Crédits | + 6 min 42 s              |                           |

## Evolución de las clasificaciones
| Etapa                   | Vencedor                | Clasificación general | Clasificación por puntos | Clasificación de la montaña | Clasificación de los jóvenes | Clasificación por equipos |
| ----------------------- | ----------------------- | --------------------- | ------------------------ | --------------------------- | ---------------------------- | ------------------------- |
| 1.ª                     | Elia Viviani            | Elia Viviani          | Elia Viviani             | Jérémy Leveau               | Marc Sarreau                 | Wanty-Groupe Gobert       |
| 2.ª                     | Nacer Bouhanni          | Nacer Bouhanni        | Nacer Bouhanni           | Jérémy Cabot                | Mads Pedersen                | Wanty-Groupe Gobert       |
| 3.ª                     | Elia Viviani            | Elia Viviani          | Elia Viviani             | Jérémy Leveau               | Mads Pedersen                | Wanty-Groupe Gobert       |
| 4.ª                     | Mads Pedersen           | Mads Pedersen         | Elia Viviani             | Jérémy Leveau               | Mads Pedersen                | BMC Racing Team           |
| 5.ª                     | Marc Sarreau            | Mads Pedersen         | Elia Viviani             | Jérémy Leveau               | Mads Pedersen                | Movistar                  |
| Clasificaciones finales | Clasificaciones finales | Mads Pedersen         | Elia Viviani             | Jérémy Leveau               | Mads Pedersen                | Movistar                  |